# Articulația sternoclaviculară
Articulația sternoclaviculară (Articulatio sternoclavicularis) este o articulație în șa a centurii pectorale, care unește extremitatea sternală (medială) a claviculei cu sternul și primul cartilaj costal. Fețele articulare sunt reprezentate din partea toracelui de incizura claviculară, situată în parte superolaterală a manubriului sternal, și de o fețișoară articulară plană aflată pe marginea superioară a cartilajului primei coaste. De partea claviculei fețele articulare sunt reprezentate de fața articulară sternală, formată din două fețișoare articulare, una verticală pentru manubriu sternal și alta orizontală pentru fețișoara articulară a cartilajului primei coaste. Între fețele articulare este interpus discul articular sternoclavicular fibrocartilaginos, care împarte cavitatea articulară în două compartimente: meniscosternal și meniscoclavicular; cele două compartimente comunică între ele când discul este perforat. Capsula articulară care unește suprafețele articulare este căptușită la interior de sinovială și este întărită de 4 ligamente: ligamentul sternoclavicular anterior, ligamentul sternoclavicular posterior, ligamentul costoclavicular și ligamentul interclavicular.

## Legături externe

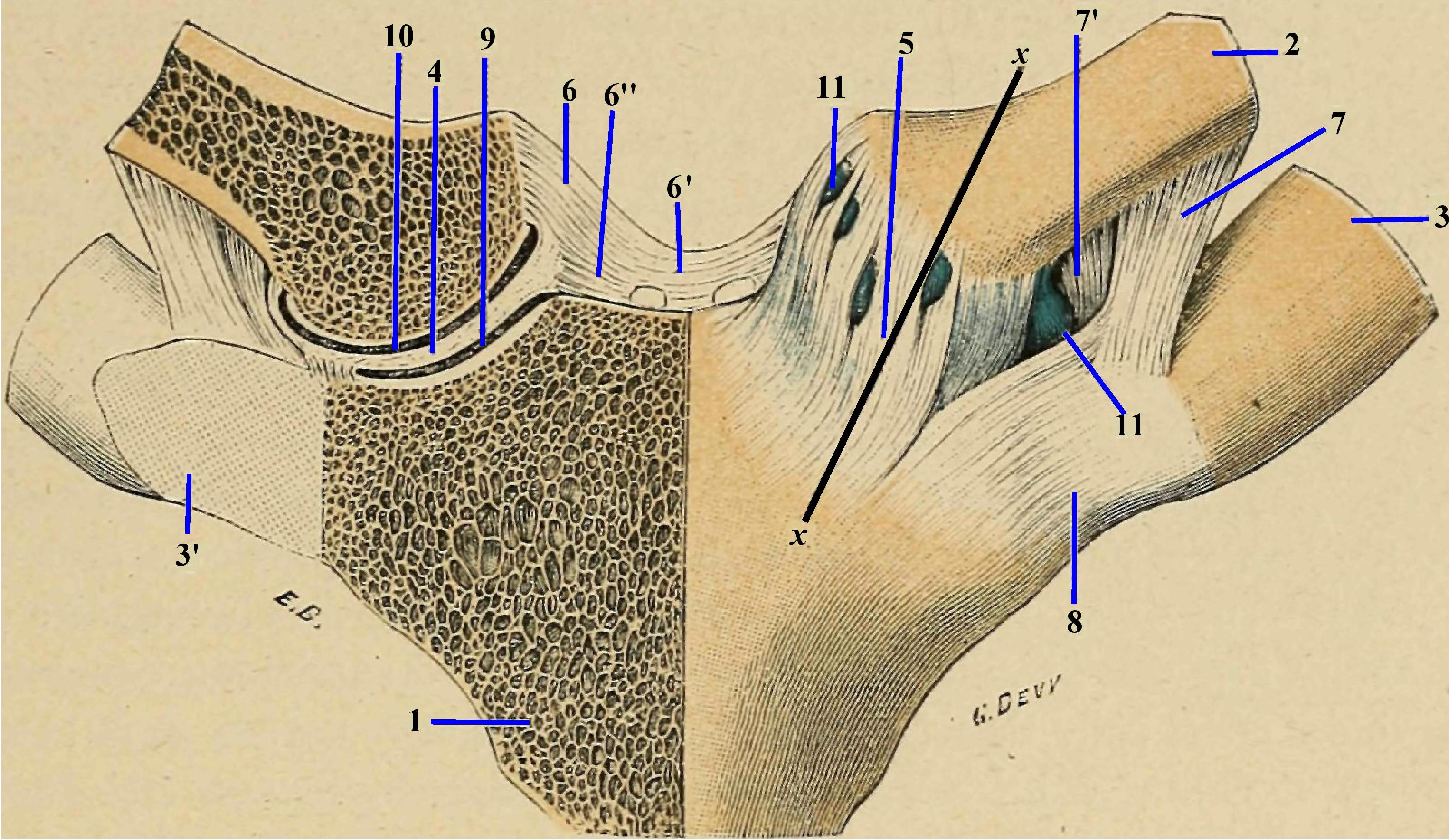
Articulația sternoclaviculară, văzută anterior (după L. Testut. Traité d'anatomie humaine : anatomie descriptive, histologie, développement, 1896. Fig. 369)
Jumătatea dreaptă a fost secționată vertical și transversal pentru a lăsa să se vadă meniscul și cele două cavități articulare; articulația din partea stângă este injectată cu seu.)
1 - Sternul.
2 - Clavicula.
3 - Prima coastă.
3' - Primul cartilaj costal.
4 - Discul articular sternoclavicular fibrocartilaginos.
5 - Ligamentul sternoclavicular anterior.
6 - Ligamentul interclavicular (6', fibrele superficiale interclaviculare - ligamentul interclavicular propriu-zis și 6", fibrele profunde sternoclaviculare).
7 și 7 ' - Lama anterioară și lama posterioară a ligamentului costoclavicular.
8 - Ligamentul sternocostal radiat.
9 - Sinoviala meniscosternală și compartimentul meniscosternal.
10 - Sinoviala meniscoclaviculară și compartimentul meniscoclavicular.
11 - Muguri sinoviali, ieșiți în afară prin deschizături ale capsulei fibroase.
xx - Axa, perpendiculară pe față sternală, după care se face după secțiunea prezentată în figura 370.